# Taj Mahal (métro d'Agra)
Pour les articles homonymes, voir Taj Mahal (homonymie).
Taj Mahal est une station de métro à Agra, dans l'Uttar Pradesh, en Inde. Située sur la seule ligne du métro d'Agra entre Agra Fort et Fatehabad Road, elle a ouvert le 6 mars 2024, au lancement de ce réseau.